# Cửa khẩu Cha Lo
Cửa khẩu Quốc tế Cha Lo là cửa khẩu quốc tế trên đèo Mụ Giạ tại vùng đất bản Cha Lo, xã Dân Hóa, tỉnh Quảng Trị, Việt Nam .
Cửa khẩu Quốc tế Cha Lo là điểm cuối quốc lộ 12A trên đất Việt Nam, thông thương sang cửa khẩu Naphao 17°39′53″B 105°45′43″Đ / 17,664841°B 105,761974°Đ ở huyện Bualapha tỉnh Khammuane, CHDCND Lào .

## Khu kinh tế cửa khẩu Cha Lo
Cửa khẩu là thành tố chính để lập ra Khu kinh tế cửa khẩu Cha Lo bao gồm 5 xã dọc quốc lộ 12A là Dân Hóa, Hóa Thanh, Hóa Tiến, Hóa Phúc và Hồng Hóa .
Theo định hướng đến năm 2030, khu kinh tế cửa khẩu Cha Lo sẽ là trung tâm kinh tế và đô thị phía Tây của tỉnh Quảng Bình, là đầu mối trung chuyển, trung tâm xuất nhập khẩu hàng hóa và dịch vụ của tỉnh Quảng Bình với Lào và các tỉnh Đông Bắc Thái Lan .

## Cha Lo trong chiến tranh Việt Nam
Trong chiến tranh Việt Nam Cha Lo là vùng nối tiếp đường bộ Bắc Việt Nam với Đường mòn Hồ Chí Minh. Cha Lo là một trong các trọng điểm mà quân đội Mỹ đánh phá.
Bài hát "Đêm trên Cha Lo" do Nhạc sỹ Phạm Tuyên sáng tác, dành cho ca ngợi sự hy sinh của các chiến sỹ Quân đội Nhân dân Việt Nam trên mặt trận vận tải và đảm bảo tuyến đường vận tải .